# Метьюз (округ, Вірджинія)
Шаблон:StateAbbr_ 37°25′ пн. ш. 76°17′ зх. д. / 37.42° пн. ш. 76.28° зх. д.
Округ  Метьюз (англ. Mathews County) — округ (графство) у штаті  Вірджинія, США. Ідентифікатор округу 51115.

## Історія
Округ утворений 1791 року.

## Демографія
За даними перепису 2000 року загальне населення округу становило 9207 осіб, усе сільське. Серед мешканців округу чоловіків було 4441, а жінок — 4766. В окрузі було 3932 домогосподарства, 2822 родин, які мешкали в 5333 будинках. Середній розмір родини становив 2,75.
Віковий розподіл населення поданий у таблиці:
| Стать    | До 15 років | 15-21 | 22-29 | 30-39 | 40-49 | 50-65 | 65-85 | Понад 85 |
| -------- | ----------- | ----- | ----- | ----- | ----- | ----- | ----- | -------- |
| Чоловіки | 722         | 354   | 288   | 520   | 636   | 1042  | 797   | 82       |
| Жінки    | 742         | 306   | 275   | 555   | 687   | 1087  | 932   | 182      |

## Суміжні округи
- Міддлсекс - північ
- Йорк - південь
- Глостер - південь, захід

## Виноски
1. ↑  U.S. Decennial Census. United States Census Bureau. Архів оригіналу за 19 липня 2018. Процитовано 3 січня 2014.
2. ↑  Historical Census Browser. University of Virginia Library. Архів оригіналу за 1 вересня 2019. Процитовано 3 січня 2014.
3. ↑  Population of Counties by Decennial Census: 1900 to 1990. United States Census Bureau. Архів оригіналу за 15 грудня 2013. Процитовано 3 січня 2014.
4. ↑  Census 2000 PHC-T-4. Ranking Tables for Counties: 1990 and 2000 (PDF). United States Census Bureau. Архів оригіналу (PDF) за 6 вересня 2019. Процитовано 3 січня 2014.
5. ↑  State & County QuickFacts. United States Census Bureau. Архів оригіналу за 7 червня 2011. Процитовано 3 січня 2014.(англ.) Наведено за англійською вікіпедією.
6. ↑  American FactFinder. Бюро перепису населення США. Архів оригіналу за 26 лютого 2012. Процитовано 31 січня 2008.

| США | Це незавершена стаття з географії США. Ви можете допомогти проєкту, виправивши або дописавши її. |